# (2E,6E)-ファルネシル二リン酸シンターゼ
(2E,6E)-ファルネシル二リン酸シンターゼ((2E,6E)-farnesyl diphosphate synthase)はテルペノイドやステロイドの合成に関わるプレニル基転移酵素の1つで、次の化学反応を触媒する酵素である。
ゲラニル二リン酸 + イソペンテニル二リン酸 {\displaystyle \rightleftharpoons } 二リン酸 + (2E,6E)-ファルネシル二リン酸
組織名はgeranyl-diphosphate:isopentenyl-diphosphate geranyltranstransferaseである。単にファルネシル二リン酸シンターゼという場合が多く、また別名としてゲラニルtransトランスフェラーゼ(geranyltranstransferase)がある。

## 分布
ほぼすべての生物に保存されている。

## 構造
ファルネシル二リン酸シンターゼはホモ2量体で機能している。単量体は分子量およそ30kDaのポリペプチドで、11本のαヘリックスからなる。2ヶ所によく保存されたDDxxDモチーフが存在し、ここにマグネシウムイオンを介して基質が結合する。

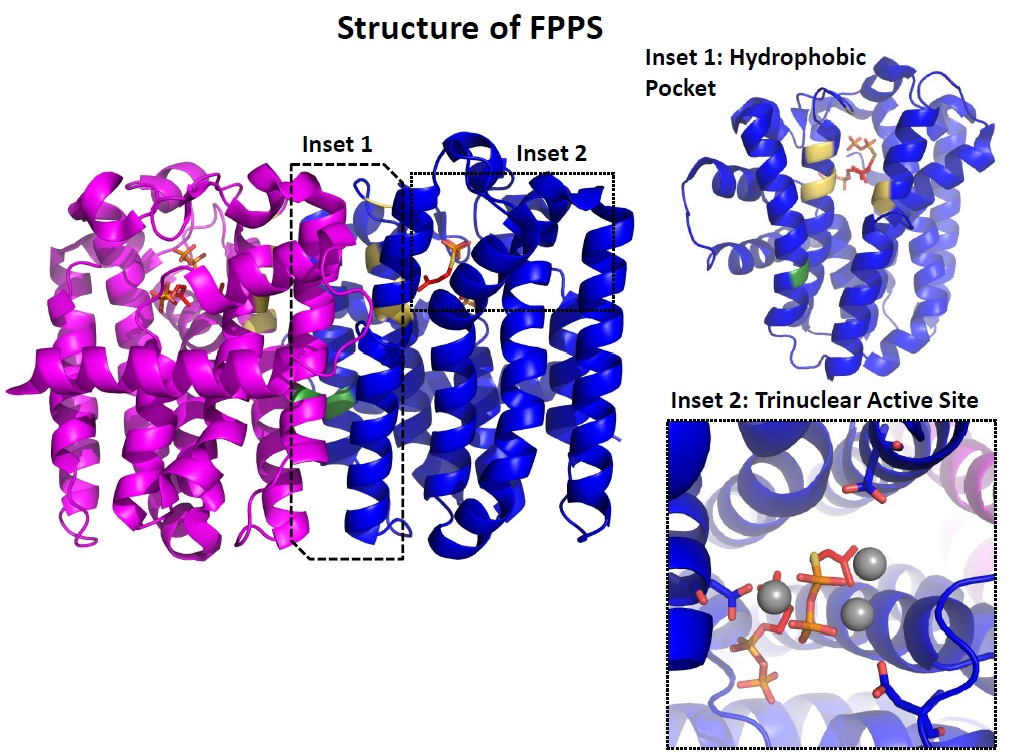
大腸菌由来ファルネシル二リン酸シンターゼのホモ2量体結晶構造。紫と青はそれぞれの単量体を示している。Inset 1は疎水的ポケットを原図より横に90度回転して示したもので、基質結合モチーフを黄、鎖長決定に関わる残基を緑で示す。Inset 2は活性部位を原図の上側から見た様子で、3つのMg2+イオン（灰色の球）を介して基質が結合している。

## 反応機構
反応はイオン化-縮合-脱離の3過程で進行するSN1反応である。まず基質であるゲラニル二リン酸（またはジメチルアリル二リン酸）のアニオン性脱離基である二リン酸を3つのマグネシウムイオンがキレートする。これにより生じたカルボカチオンを、イソペンテニル二リン酸の二重結合が求核攻撃することで2つの分子が結合する。最後にプロトンが脱離することでファルネシル二リン酸（またはゲラニル二リン酸）が生じる。

## 医学上の重要性
骨ページェット病や骨粗鬆症の治療に用いられるビスホスホネート（リセドロネートなど）は、ファルネシル二リン酸シンターゼの阻害によりタンパク質のプレニル化を抑制し、破骨細胞の活動を抑えて骨の吸収を防ぐ。